# Erysimum wardii
Erysimum wardii är en korsblommig växtart som beskrevs av Adolf Polatschek. Erysimum wardii ingår i släktet kårlar, och familjen korsblommiga växter. Inga underarter finns listade i Catalogue of Life.